# یونایتد واگن کمپانی
یونایتد واگن کمپانی (روسی: ПАО «Научно-производственная корпорация «Объединенная Вагонная Компания») شرکت واگن‌سازی روس است، که در سال ۲۰۱۲ تأسیس شد.